# Marc Desoutter
 (avril 2011).
Si vous disposez d'ouvrages ou d'articles de référence ou si vous connaissez des sites web de qualité traitant du thème abordé ici, merci de compléter l'article en donnant les références utiles à sa vérifiabilité et en les liant à la section « Notes et références ».
Marc Desoutter est un journaliste, réalisateur de films documentaires  et auteur-compositeur français né le 24 août 1949 à Thoiry dans l'Ain. 

## Carrière

### Journalisme
Marc Desoutter commence sa carrière de journaliste dans l'hebdomadaire local La Semaine Boulonnaise. et collabore ponctuellement à Nord-Matin. Il assure parallèlement la responsabilité de l'édition matinale d'informations de Radio-Boulogne pour l'ORTF Nord-Picardie. Il réalise ensuite de nombreuses correspondances pour France-Inter sur la Côte d'Opale, notamment pour le 13h d'Yves Mourousi. 
En 1976, il intègre France 3 Auvergne et pilote durant deux ans les journaux radio du matin et le magazine d'information de la mi-journée, avant de présenter le journal télévisé régional durant cinq ans. Journaliste spécialisé, il prend en charge les  rubriques vie rurale, vie politique,  puis  accède aux fonctions de chef d'édition, et de rédacteur en chef adjoint de la rédaction de France 3 Auvergne de 1984 à 1988. 
Grand Reporter en 1989, il est nommé en février 1990 rédacteur en chef de France 3 Limousin. Il rejoint en septembre 1992 la direction générale de France 3 pour devenir successivement Directeur de la Carrière des Journalistes (1992-1993), puis conseiller du directeur des relations sociales (Bernard Gourinchas) pour la gestion des journalistes (1994-1998), directeur adjoint de l'organisation et des process (1999-2000) puis directeur-adjoint de la rédaction nationale de France 3(2001-2003) auprès d'Hervé Brusini et Yves Bruneau. 
Il quitte France 3 le 10 mai 2003 et collabore en qualité d'expert auprès de Canal France International(CFI), en mission dans divers pays (Cambodge, Cameroun, Vietnam, Algérie, Égypte). Il effectue également des interventions de formation auprès de Sciences-Po Journalistes, du  CFPJ-Paris, de l'INA-Formation, de l'EFAP-Paris, et de la Télévision Suisse Romande (TSR) à Genève. 
Il est aujourd'hui réalisateur de documentaires de 52 minutes pour la télévision. 

## Réalisations
- « Le Creusot, une nouvelle énergie » 52 minutes, diffusé sur France 3 le 6 octobre 2007[2],
- « Oradour, les voix intérieures » 52 minutes - coréalisé avec Laurent Ramamonjiarisoa, pour France 3 Limousin Poitou-Charentes et en coproduction avec VAB Productions (juin 2008),
- « Oradour, le retour à la vie » 52 minutes - coréalisé avec Laurent Ramamonjiarisoa pour France3 Limousin-Poitou-Charentes et en coproduction avec In Fine Films et VAB Productions (juin 2009),
- « Limoges, terre de feux » 52 minutes - coréalisé avec Laurent Ramamonjiarisoa pour France 3 Limousin Poitou-Charentes et en coproduction avec Flair Productions (novembre 2009),
- « Châsses gardées en Limousin » 52 minutes coréalisé avec Laurent Ramamonjiarisoa pour France 3 Limousin Poitou-Charentes et en coproduction avec Flair Production et KTO (décembre 2009),
- « René Rémond, l'Histoire à cœur battant » 52 minutes, écrit avec Philippe Coudert et coréalisé avec Jean-Michel Destang pour France Télévisions Pôle Est et Public Sénat et en coproduction avec Flair Productions(septembre 2010)
- "Limoges, de verre et de feux",52 minutes co-réalisé avec Laurent Ramamonjiarisoa pour France 3 Limousin Poitou-Charentes et en coproduction avec Flair Productions (avril 2011)
- "Yves Guéna, passionnément De Gaulle" 52 minutes, écrit avec Philippe Coudert pour France 3 Aquitaine et en coproduction avec Flair Productions (2011)
- "Descamps, au fil du temps" 52 minutes écrit et réalisé pour France 3 Nord Pas-de-Calais et en coproduction avec Flair Productions (septembre 2014) Collection "Sagas du Nord"
- "Saint-Gobain sans Saint-Gobain" 52 minutes écrit et réalisé pour France 3 Picardie et en coproduction avec Flair Productions (novembre 2015)
- "Prouvost, de fil en aiguille" 52 minutes écrit et réalisé pour France 3 Nord Pas-de-Calais et en coproduction avec Flair Productions (janvier 2016) Collection "Sagas du Nord"

- Kuhmann, de la science à la finance" 52 minutes écrit et réalisé pour France 3 Nord Pas-de-Calais et en coproduction avec Flair Productions (janvier 2016) Collection "Sagas du Nord"
- "Bonduelle, le pois de la réussite" 52 minutes co-réalisé avec Pierre Verdez pour France 3 Nord Pas-de-Calais et en coproduction avec Flair Productions(septembre 2016) Collection "Sagas du Nord"

Parmi les réalisations antérieures il convient de souligner L'obscur chemin des vaisseaux de lumière avec Jean Hermann, film de 52 minutes pour France 3 Auvergne (1989), et A bon entendeur..., film de 52 minutes réalisé par Daniel Karlin en 1982 pour la série Parole donnée diffusée sur France 3 National. 

### Chanson
Marc Desoutter est aussi auteur-compositeur-interprète. Il a enregistré chez Voxigrave en 1973 un microsillons 33 tours Le temps colle à ma peau, dont la diffusion s'est effectuée dans les circuits cabarets après récitals. Cet album est constitué de chansons accompagnées à la guitare (Marc Desoutter), au piano (Charles Eloffe), à la contrebasse (Christian Duhaut - qui signe également la direction musicale), au basson (Dominique Deguines) et au violoncelle (Jean-Luc Brulin). Une trentaine de chansons sont demeurées inédites mais ont figuré au répertoire de divers concerts notamment à Boulogne et Clermont-Ferrand. Une remastérisation CD est disponible auprès de l'auteur. 